# Giuseppe Lallich
Giuseppe Lallich (Spalato, 13 settembre 1867 – Roma, 13 febbraio 1953) è stato un pittore italiano.

## Biografia
Studiò all'accademia di belle arti di Venezia dove fu poi allievo di Pompeo Marino Molmenti. Trasferitosi in Belgio eseguì alcuni lavori su commissione del conte di Fiandra. Rientrato in Italia visse a Milano dove lavorò come pittore ed illustratore, salvo poi trasferirsi a Parigi e poi a Londra. Nel 1900 tornò a vivere nella natia Spalato mentre due anni più tardi si trasferì a Ragusa di Dalmazia. Nel periodo raguseo Lallich raggiunse l'apice della sua produttività realizzando numerosi quadri sulla storia, i paesaggi, i monumenti, gli usi ed i costumi dalmati. Nel 1911 partecipò all'esposizione internazionale di belle arti di Roma.
Al termine della prima guerra mondiale dovette lasciare la Dalmazia per trasferirsi a Roma a causa delle tensioni tra la minoranza italiana e la maggioranza croata. Nella Città Eterna frequentò l'ambiente degli artisti che gravitava attorno a Villa Strohl Fern.